# Lov3less
Simone van Vugt (november 1991), beter bekend als Lov3less, is een Nederlandse zangeres van indiepop. 
Van Vugt is actief in de Nederlandse muziekindustrie. Ze speelde in Sue The Night en werkte mee aan muziek van Tessa Rose Jackson. Ze mat zich begin 2023 de artiestennaam Love3less aan, een verwijzing naar het album Loveless van de band My Bloody Valentine, een band waar zij groot fan van is.
Haar eigen band bestaat dan uit Sophia Mutiara de Geus (gitaar), Jasja Offermans (basgitaar), David Coehoorn (gitaar), Daniel Brem (synthesizer) en Martin Brummelkamp (drums). Als Love3less laat ze begin 2023 voor het eerst van zich horen met de single Dead Don't Feel. In mei 2023 volgde haar eerste album; Corner Cutter. Dit album werd voor het eerst live ten gehore gebracht bij een optreden samen met Rosalie Meyer in Podium34 te Borger, maar het eerste grote optreden was in juni 2023 in het Amsterdamse Paradiso. Kort na dit optreden werd Lov3less bij NPO 3FM uitgeroepen tot 3FM Talent. In 2023 fungeerde Lov3less met haar muzikale act als voorprogramma van Blaudzun en eind 2023 toerde de band voor het eerst door Nederland, spelend in onder meer Patronaat (Haarlem), Luxor Live (Arnhem), Simplon (Groningen) en Willem Twee Poppodium (Den Bosch).
In 2024 stond Lov3less op ESNS. In dat jaar werden ook enkele singles uitgebracht. Dit waren MMMami Mami, High Life, Better for Me en Millenial Sadness.